# 扎格爾鄉
46°21′N 24°37′E / 46.350°N 24.617°E
扎格爾鄉（羅馬尼亞語：Comuna Zagăr, Mureș），是羅馬尼亞的鄉份，位於該國中部，由穆列什縣負責管轄，面積39平方公里，海拔高度487米，2007年人口1,235，人口密度每平方公里32人。